# Zubna pasta
Zubna pasta je pomoćno sredstvo za održavanje oralne higijene. Osnovna namjena je mehaničko uklanjanje naslaga sa zuba (u kombinaciji s četkicom). Pasta za zube ima i kozmetski-higijenski učinak (otklanja zadah iz usta) i pomaže u prevenciji karijesa (prvenstveno zahvaljujući fluoridu).

## Sastav
Glavni sastojci pasti su:
- Abrazivna sredstva (25-60%),
- Konstituens (20-40%),
- Voda (15-50%),
- Boja (do 3%),
- Deterdžentne tvari (do 2%),
- Vezivna sredstva (do 2%),
- Aromatične tvari (do 1,5%),
- Konzervansi,
- Korigens,
- Stabilizatori,
- Slatke tvari,
- Profilaktička sredstva (poput fluora),
- Ljekovite supstance itd.

Abrazivne tvari služe za čišćenje i glačanje površina zuba. Konstituens održavaju konzistenciju, dok voda daje vlažnost i utječe na trajnost paste. Deterdženti smanjuju površinski napon, imaju emulgujući efekt i otklanjaju plak i ostatke hrane sa zubi. Vezivne tvari objedinjuju čvrste i tečne komponente u jedinstvenu cjelinu. Aromatične tvari daju pastama ugodan miris i okus što utječe na motivaciju pojedinca za održavanje oralne higijene, a također osvježava dah i pruža ugodan okus u ustima. Stabilizatori i konzervansi sprječavaju stvrdnjavanje, dok ostale tvari utječu na izgled, okus, miris i stabilnost paste za zube.

## Vrste pasti
Pored uobičajenih, postoje i paste sa specijalnom namjenom, profilaktičke i medicinske paste.
U paste sa specijalnom namjenom spadaju paste s fluoridom, paste s klorofilom, paste s antibioticima itd.
Klorofil je sastojak koji smanjuje zadah iz usta i ima kariostatično i antacidno djelovanje. Od antibiotika pastama se dodaju penicilin, vankomicin, teramicin, firotricin i sl.
Profilaktičke paste su namijenjene za strojno uklanjanje mekih naslaga sa zuba u stomatološkoj ordinaciji. One sadrže veći postotak abrazivnih tvari u odnosu na obične paste, tako da njihova primjena dovodi do skidanja površinskog sloja cakline. Zbog toga im se dodaju fluoridi u visokim koncentracijama (preko 10.000 ppm). Postoje i profilaktičke paste bez fluora koje se koriste prije  zalijevanja fisura na okluzalnoj površini bočnih zuba itd.
Medicinske paste sadrže, pored uobičajenih sastojaka, različite vitamine, antibakterijske sastojke i dr.

### Paste s fluoridom
Veliki broj studija je pokazao da primjena paste za zube bez fluora ne dovodi do značajnije prevencije karijesa. Nakon što je počelo dodavanje fluorida pastama, zapaženo je smanjenje učestalosti karijesa (posebno u razvijenim zemljama u kojima su paste dostupnije stanovništvu). Zbog toga, oko 90 posto pasti koje se danas nalaze u prodaji sadrže ovaj element u koncentraciji od 1000 do 1500 mg F/kg (ppm). Paste koje sadrže manje od 1000 ppm fluora namijenjene su za djecu predškolskog uzrasta. 
U nekim zemljama svijeta provodi se fluoriranje vode (vodi iz vodovoda, dodaju se fluoridi). Korištenjem takve vode i paste za zube, koncentracija fluorida premašuje preporučenu dozvoljenu količinu. Najčešći poremećaj je dentalna fluoroza, tj. na zubima nastaju mrlje, obezbojenja te dječji zubi slabe; nakupljuju se fluoridi u kostima, narušava se struktura kostiju, koje postaju krhke i lomljive što dovodi do osteoporoze; nakupljuju se fluoridi u žlijezdi štitnjači i epifizi, što dovodi do hormonalnih poremećaja poput hipotireoze. Dio znanstvenika smatra, da je dodavanje flourida u zubne paste više štetno, nego korisno, jer premda flouridi djeluju protiv karijesa, ako se koriste u prekomjernim dozama, mogu uzrokovati štetne nuspojave, pogotovo nakon dugoročne upotrebe, zbog kontinuiranog taloženja flourida u organizmu. Za zdravlje zubi više pomaže trljanje četkicom, nego sama pasta za zube. Na ambalaži zubne paste mora stajati oznaka: "Djeca mlađa od 6 godina trebaju koristiti manju količinu paste za zube (otprilike veličine zrna graška). Pranje zubi treba obavljati pod nadzorom odraslih, kako bi se smanjila mogućnost gutanja paste za zube. U slučaju korištenja fluorida iz drugih izvora, posavjetovati se sa stomatologom ili liječnikom."[nedostaje izvor]

## Vanjske poveznice
- Chemistry of Plaque Prevention with Toothpaste (engl.)  Arhivirana inačica izvorne stranice od 12. siječnja 2011. (Wayback Machine)
- Fluoride toothpaste history (engl.)